# Reprezentacja Niemiec na Mistrzostwach Europy w Wioślarstwie 2010
Reprezentacja Niemiec na Mistrzostwach Europy w Wioślarstwie 2010 liczyła 51 sportowców. Najlepszymi wynikami było 1. miejsce w jedynce wagi lekkiej i dwójce podwójnej kobiet oraz dwójce podwójnej wagi lekkiej, czwórce bez sternika, czwórce bez sternika wagi lekkiej i ósemce mężczyzn.

## Medale

### Złote medale
dwójka podwójna wagi lekkiej (LM2x): Linus Lichtschlag, Lars Hartig
czwórka bez sternika (M4-): Rene Bertram, Jochen Urban, Urs Kaeufer, Florian Eichner
czwórka bez sternika wagi lekkiej (LM4-): Bastian Seibt, Jost Schoemann-Finck, Jochen Kuehner, Martin Kuehner
ósemka (M8+): Gregor Hauffe, Maximilian Reinelt, Kristof Wilke, Florian Mennigen, Richard Schmidt, Lukas Müller, Toni Seifert, Sebastian Schmidt, Martin Sauer
jedynka wagi lekkiej (LW1x): Marie-Louise Draeger
dwójka podwójna (W2x): Annekatrin Thiele, Stephanie Schiller

### Srebrne medale
dwójka bez sternika (W2-): Kerstin Hartmann, Marlene Sinnig
czwórka podwójna (W4x): Britta Oppelt, Carina Baer, Tina Manker, Julia Richter

### Brązowe medale
jedynka (M1x): Karl Schulze
dwójka podwójna wagi lekkiej (LW2x): Daniela Reimer, Anja Noske

## Wyniki

### Konkurencje mężczyzn
- jedynka (M1x): Karl Schulze – 3. miejsce
- dwójka podwójna (M2x): Eric Knittel, Stephan Krueger – 4. miejsce
- dwójka podwójna wagi lekkiej (LM2x): Linus Lichtschlag, Lars Hartig – 1. miejsce
- czwórka bez sternika (M4-): Rene Bertram, Jochen Urban, Urs Kaeufer, Florian Eichner – 1. miejsce
- czwórka bez sternika wagi lekkiej (LM4-): Bastian Seibt, Jost Schoemann-Finck, Jochen Kuehner, Martin Kuehner – 1. miejsce
- czwórka podwójna (M4x): Hans Gruhne, Tim Grohmann, Lauritz Schoof, Mathias Rocher – 4. miejsce
- czwórka podwójna wagi lekkiej (LM4x): Daniel Lawitzke, Christoph Thiem, Jonas Schuetzeberg, Michael Wieler – 4. miejsce
- ósemka (M8+): Gregor Hauffe, Maximilian Reinelt, Kristof Wilke, Florian Mennigen, Richard Schmidt, Lukas Müller, Toni Seifert, Sebastian Schmidt, Martin Sauer – 1. miejsce

### Konkurencje kobiet
- jedynka (W1x): Sophie Dunsing – 8. miejsce
- jedynka wagi lekkiej (LW1x): Marie-Louise Draeger – 1. miejsce
- dwójka bez sternika (W2-): Kerstin Hartmann, Marlene Sinnig – 2. miejsce
- dwójka podwójna (W2x): Annekatrin Thiele, Stephanie Schiller – 1. miejsce
- dwójka podwójna wagi lekkiej (LW2x): Daniela Reimer, Anja Noske – 3. miejsce
- czwórka podwójna (W4x): Britta Oppelt, Carina Baer, Tina Manker, Julia Richter – 2. miejsce
- ósemka (W8+): Eva Paus, Anika Kniest, Constanze Siering, Silke Guenther, Kathrin Thiem, Ulrike Sennewald, Nina Wengert, Anna-Maria Kipphardt, Laura Schwensen – 3. miejsce